# Campeonato Paulista 1952
In 1952 werd het 51ste Campeonato Paulista gespeeld voor clubs uit de Braziliaanse staat São Paulo. De competitie werd georganiseerd door de FPF en werd gespeeld van 30 augustus 1952 tot 1 februari 1953. Corinthians werd kampioen.

## Eindstand
| Plaats | Club                   | Wed. | W  | G | V  | Saldo | Ptn. |
| ------ | ---------------------- | ---- | -- | - | -- | ----- | ---- |
| 1.     | Corinthians            | 30   | 25 | 2 | 3  | 89:33 | 52   |
| 2.     | São Paulo              | 30   | 21 | 4 | 5  | 66:31 | 46   |
| 3.     | Portuguesa             | 30   | 18 | 6 | 6  | 68:44 | 42   |
| 4.     | Palmeiras              | 30   | 18 | 4 | 8  | 71:46 | 40   |
| 5.     | Santos                 | 30   | 13 | 8 | 9  | 62:46 | 34   |
| 6.     | XV de Piracicaba       | 30   | 11 | 8 | 11 | 54:55 | 30   |
| 7.     | XV de Jaú              | 30   | 13 | 3 | 14 | 54:55 | 29   |
| 8.     | Comercial de São Paulo | 30   | 11 | 6 | 13 | 44:52 | 28   |
| 9.     | Guarani                | 30   | 12 | 3 | 15 | 50:59 | 27   |
| 10.    | Ypiranga               | 30   | 12 | 2 | 16 | 48:54 | 26   |
| 11.    | Ponte Preta            | 30   | 9  | 5 | 16 | 54:59 | 23   |
| 12.    | Nacional               | 30   | 9  | 4 | 17 | 42:65 | 22   |
| 13.    | Portuguesa Santista    | 30   | 8  | 5 | 17 | 46:71 | 21   |
| 14.    | Juventus               | 30   | 9  | 3 | 18 | 46:66 | 21   |
| 15.    | Jabaquara              | 30   | 6  | 8 | 16 | 26:52 | 20   |
| 16.    | Radium                 | 30   | 6  | 7 | 17 | 29:61 | 19   |

|  | Kampioen   |
|  | Degradatie |

### Kampioen
| Campeonato Paulista de 1952      |
| São Paulo                        |
| -------------------------------- |
| CORINTHIANS Kampioen (14° titel) |

## Topschutter
| Speler            | Speler   | Goals | Club        |
| ----------------- | -------- | ----- | ----------- |
| Vlag van Brazilië | Baltazar | 27    | Corinthians |